# Lozoyuela-Navas-Sieteiglesias
Lozoyuela-Navas-Sieteiglesias ist eine Gemeinde (municipio) mit 1.483 Einwohnern (Stand: 2024) in der Autonomen Gemeinschaft Madrid. 1973 wurden die Kommunen Lozoyuela, Las Navas de Buitrago und Sieteiglesias zur heutigen Gemeinde zusammengelegt. Der Verwaltungssitz befindet sich in Lozoyuela.

## Lage und Verkehr
Lozoyuela-Navas-Sieteiglesias liegt etwa 65 Kilometer nördlich der Stadt Madrid. Durch die Gemeinde führt die Autovía A-1.

## Bevölkerungsentwicklung
| Jahr      | 1981 | 1991 | 2001 | 2011 | 2021 |
| Einwohner | 605  | 616  | 680  | 1157 | 1407 |

## Sehenswürdigkeiten
- Nikolauskirche (Iglesia de San Nicolás de Bari) in Lozoyuela
- Einsiedelei in Lozoyuela
- Petruskirche (Iglesia de San Pedro Apóstol) in Sieteiglesias

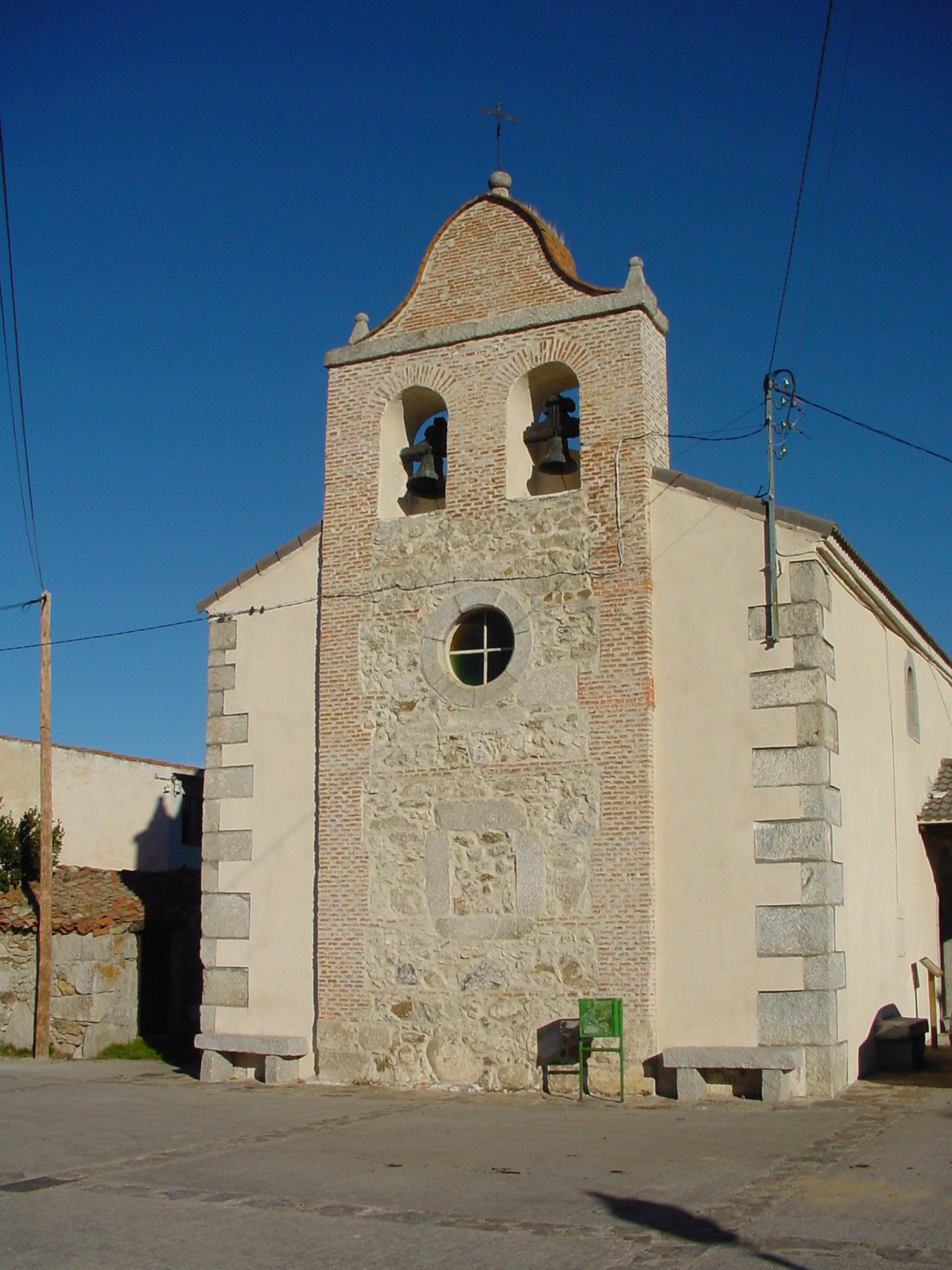
Nikolauskirche
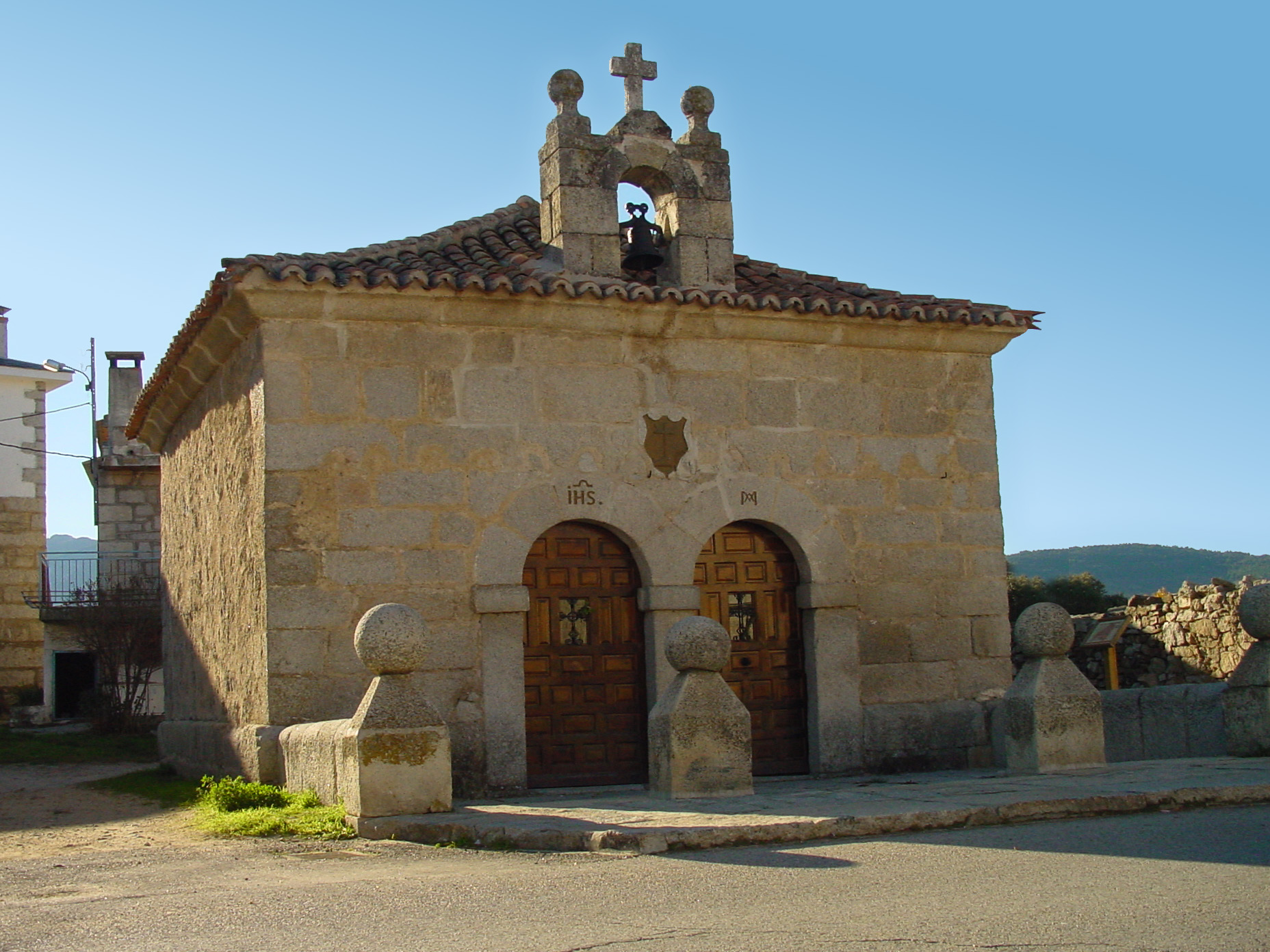
Einsiedelei